# 張祐 (北魏)
張祐（438年—486年），字安福，安定石唐（今甘肃省涇川县西南）人，北魏時的宦官。获得爵位最高的宦官之一；被册封为王的宦官之一，受封為新平王。

## 生平
張宗之的父親張成任為扶風太守，因在職犯罪，連累張祐被處罰腐刑，入宮當宦官。張祐得到文明太后的賞識，曾任尚書、安南將軍、監都曹、侍中、鎮南將軍及尚書左僕射等職位，被封為隴東公及新平王，死後被追謚號為「恭」。养子张庆袭爵。

## 延伸阅读
[在维基数据编辑]
 《魏書·卷94》，出自魏收《魏书》